# Krystyna Zaorska
Krystyna Zaorska, née le 18 avril 1930, est une artiste et activiste polonaise.

## Biographie
Krystyna Zaorska nait  le 18 avril 1930.
Zaorska a 14 ans lorsqu'elle est arrêtée avec sa mère, Henryka, lors des rafles qui suivent l'insurrection de Varsovie en 1944. Toutes les deux sont emmenées au camp de concentration de Ravensbrück en octobre 1944, où elles sont séparées. Sa mère est envoyée à Chojna, où se trouve un sous-camp de Ravensbrück. Pendant ce temps à Ravensbrück, Krystyna Zaorska reçoit le numéro de prisonnier 76 933. Elle tombe gravement malade et est soignée par des prisonniers polonais. Elle vit dans le bloc 20 avec d'autres jeunes qui ne sont pas obligés de travailler. Dans le documentaire de 2013 intitulé Parce que j'étais peintre, elle déclare aux réalisateurs : « Je n'étais pas une artiste. J'étais une enfant ». Elle raconte que faire des portraits des filles de sa caserne l'occupait, et que c'était un moyen de divertir les autres[réf. nécessaire].
En février 1945, sa mère arrive à Ravensbrück et elles sont transférées ensemble dans les Wiehengebirge, près de Vennebeck (aujourd'hui Porta Westfalica), où la mère de Krystyna meurt d'épuisement le 23 mars 1945, à l'âge de 38 ans. Krystyna l'enterre seule dans le cimetière local. Après sa libération par l'armée américaine, Krystyna séjourne dans un camp de parachutistes, devenu un camp d’accueil de personnes déplacées, près d’Emmerich am Rhein[réf. nécessaire].
En 1946, elle retourne enfin dans la maison que ses parents ont construite à Gdynia, où elle vit toujours. Elle étudie la sculpture et la céramique à l'université des beaux-arts de Gdańsk. Elle obtient une maîtrise en art en 1960.
En 1955, elle épouse Tytus Burczyk, un musicien, avec qui elle a trois enfants (Katarzyna en 1957, Stefan en 1964 et Marta en 1974) et cinq petits-enfants.
En 2010, Krystyna donnait encore des conférences sur son expérience à des jeunes en Allemagne et en Pologne. Plusieurs de ses dessins sont présentés dans l'exposition Le camp de concentration pour femmes de Ravensbrück : histoire et mémoire et elle apparaît dans le documentaire de 2013 Parce que j'étais peintre de Christophe Cognet.